# Fighting Layer
Fighting Layer (ファイティングレイヤー, Faitingu Reiyā) est un jeu vidéo de combat en un contre un dessiné en trois dimensions polygonales, developpé par Arika et publié par Namco en décembre 1998 sur bornes d'arcade. Il ne fut jamais porté sur consoles cependant. Une suite, Fighting EX Layer, fut sortie en 2018.

## Gameplay
Le système de jeu est similaire à celui de la série Street Fighter EX (également développée par Arika), et inclut des principes comme le combo d'un super combo dans un autre, et les attaques universelles brise-garde. Contrairement à la série Street Fighter EX, les combattants peuvent désormais se précipiter vers l'avant ou vers l'arrière lorsque le joueur appuie deux fois sur les touches de directions correspondantes (dash), mais aussi faire un pas de côté avec une combinaison de boutons spécifique. Ce jeu introduit également deux nouvelles mécaniques : effectuer des chutes en toute sécurité pour éviter de toucher le sol, et obliger leur combattant à esquiver et à charger leur super jauge au maximum.

## Personnages
Allen Snider et Blair Dame sont les seuls personnages Arika revenant du titre précédent, Street Fighter EX.
- Allen Snider
- Blair Dame
- Capriccio
- Clemence Keliber[note 1]
- Exodus
- Falcon[note 2]
- George Jensent
- Hong Gillson
- Janis Luciani
- Jig Jid Bartol
- Joe Fendi[note 1]
- Knight[note 2]
- Lan Yinghua
- Preston Ajax[note 1]
- Sessyu Tsukikage
- Shang Fenghuang
- Shark[note 2]
- Shin Knight[note 2]
- Tetsuo Kato
- Tiger[note 2]
- Vold Ignitio[note 2]

## Réception
Au Japon, Game Machine a classé Fighting Layer dans son numéro du 1er février 1999 comme étant le onzième jeu d'arcade le plus réussi du mois.